# ZaunköniG
ZaunköniG (* 24. Mai 1972 in Lehrte), bürgerlich Dirk Strauch, ist ein deutscher Lyriker, Übersetzer und Verleger.

## Leben

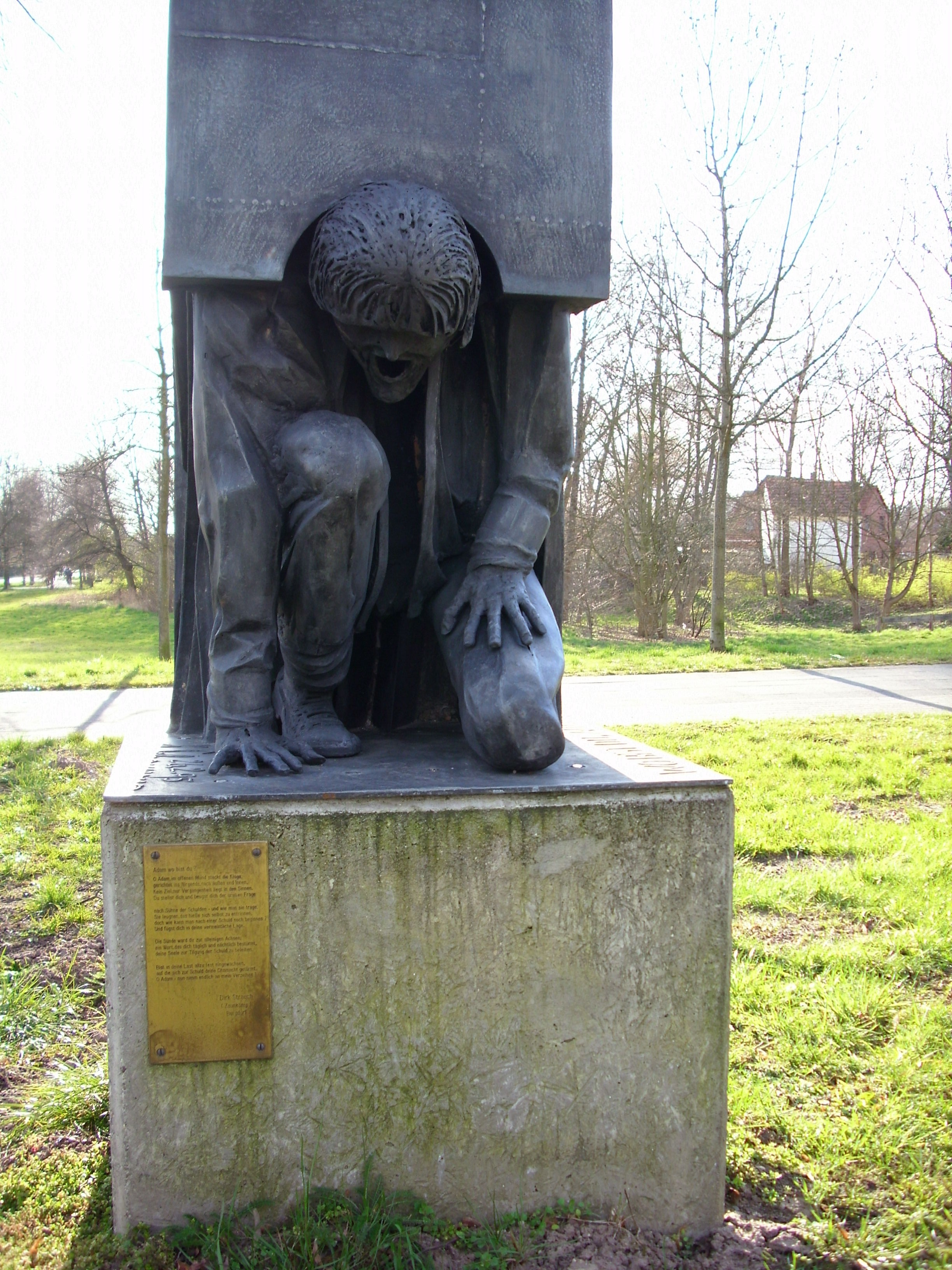
Skulptur "Wo bist Du, Adam" von Hilko Schomerus mit einem Sonett von ZaunköniG in Burgdorf

Nach einer Lehre als Florist arbeitete er als Helfer in verschiedenen Industrie- und Logistik-Betrieben. Von 1993 bis 2001 gab ZaunköniG die Literatur-Zeitschrift Vogelfrei heraus. Er organisierte eine Lesereihe für den Burgdorfer Kulturverein Scena, gründete den Kleinverlag Edition Elf und das Sonett-Archiv. Sonette sind auch der Schwerpunkt in seinem eigenen lyrischen Schaffen. Seit 2007 ist ZaunköniG Mitglied der Gruppe Poesie in Hannover.

## Werke

### Autor
- Bevor du mich zum Alltag weckst, Drei Sonettenkränze, Edition Elf, Burgdorf 1998
- Zinnoberrauschen, Gedichte, Edition Thaleia, St. Ingbert 1999
- Die Brücke unterm Krähenbaum, Erzählungen, Edition Elf, Burgdorf 2002
- Aber echt ist Eigene Sonette und -Übersetzungen, Edition Thaleia, St. Ingbert 2005

### Übersetzer
- Adam Mickiewicz: Krim-Sonette, Übersetzung aus dem Polnischen, Edition Elf, Burgdorf 2005